# Archidiecezja belgradzka
Archidiecezja belgradzka (łac.: Archidioecesis Belogradensis) – katolicka archidiecezja serbska położona w środkowej części kraju, obejmująca swoim zasięgiem całe terytorium historycznej Serbii. Siedziba arcybiskupa znajduje się w katedrze Najświętszej Maryi Panny w Belgradzie.

## Historia
Diecezja belgradzka została założona w X wieku i prowadziła działalność misyjną na terenie wschodnich Bałkanów. 23 grudnia 1729 biskupstwo zostało przemianowane na diecezję belgradzko-smederewską. 29 października 1924 podniesioną ją do rangi archidiecezji. 16 grudnia 1986 papież Jan Paweł II ustanowił archidiecezję siedzibą metropolii, przydzielając jej jako sufraganie diecezje położone w Wojwodinie.

## Biskupi
- arcybiskup metropolita – kard. László Német

## Podział administracyjny
W skład archidiecezji belgradzkiej wchodzi obecnie 15 parafii zorganizowanych w dwa dekanaty:
1. Dekanat Belgrad
2. Dekanat Nisz

## Główne świątynie
- Katedra – Najświętszej Maryi Panny w Belgradzie
- Konkatedra – Konkatedra Chrystusa Króla w Belgradzie